# Ovanåker
Ovanåker este o localitate mică în regiunea Gävleborg (Hälsingland) din Suedia. Ea aparține de comuna ononimă și se află la o distanță de 6 km. est de Edsbyn. Denumirea localității Ovanåker provine de la parohia care a luat naștere în anul 1542 ; biserica din localitate există din anul 1642. În Ovanåker s-a născut fizicianul Anders Celsius.

## Personalități marcante
- Anders Celsius, matematician și fizician suedez.